# Brune (rivière de l'Aisne)
Pour les articles homonymes, voir Brune.
La Brune est une rivière du département de l'Aisne dans la région Hauts-de-France, affluent gauche du Vilpion, donc sous-affluent du fleuve la Seine par la Serre et l'Oise.

## Géographie
De 37,5 km de longueur, la Brune naît à l'est de Brunehamel, à 248 m d'altitude, près du lieu-dit Le Parc.
La Brune coule parallèlement à la Serre de l'est vers l'ouest.
Elle conflue en rive gauche avec le Vilpion au sud-est de la commune de Thiernu, à 80 m d'altitude. 

### Communes et cantons traversés
Dans le seul département de l'Aisne, la Brune traverse vingt communes et quatre cantons :
- dans le sens amont vers aval : Brunehamel (source), Dohis, Archon, Cuiry-lès-Iviers, Morgny-en-Thiérache, Saint-Clément, Dagny-Lambercy, Nampcelles-la-Cour, Plomion, Braye-en-Thiérache, Thenailles, Hary, Gronard, Burelles, Prisces, Houry Lugny, Rogny Montigny-sous-Marle, Thiernu (confluence).

Soit en termes de cantons, la Brune prend source dans le canton de Vervins, traverse le canton d'Hirson, et conflue sur le canton de Marle, le tout dans les arrondissements de Laon et de Vervins.

### Toponyme
La Brune a donné son hydronyme à la commune source Brunehamel, en regroupant aussi l'hydronyme de son premier affluent le Hamel.

### Histoire
Au XIXè siècle, la Brune alimentait les moulins à blé de Dohis, Braye, Cuiry-lès-Iviers, Braye, Hary, Burelles, Prisces, Houry et Rogny .

### Bassin versant
La Brune traverse une seule zone hydrographique 'La Brune de sa source au confluent du Vilpion (exclu)' (H012) de 165 km2 de superficie. Ce bassin versant est constitué à 86,98 % de « territoires agricoles », à 7,06 % de « forêts et milieux semi-naturels », à 5,71 % de « territoires artificialisés ».
Sur les vingt communes du bassin de la Brune, représentant 169 km2, il y a 3 093 habitants, pour une densité de 18,3 hab./km2 et à 144 m d'altitude moyenne.

### Organisme gestionnaire
L'organisme gestionnaire est le Syndicat du bassin versant amont de la Serre et du Vilpion sis à l'Union des Syndicats de Rivières, à Vervins, qui est concerné par le Vilpion et ses affluents pour un linéaire de 85 km.

## Affluents
La Brune a huit affluents référencés ou plutôt six affluents et deux bras : 
- Le Hamel (rd) 1,7 km, sur la seule commune de Brunehamel[notes 2] (dont elle tire son nom par regroupement des deux hydronymes).
- le Janvierus ou Jean Vierru (rd) 3,2 km, sur les deux communes de Dohis et Cuiry-lès-Iviers[notes 3].
- le ruisseau de Coingt ou même quelquefois la rivière Blonde (rd) 6,3 km, sur les trois communes de Coingt, Saint-Clément, Dagny-Lambercy[notes 4] avec un affluent
  - la Blonde (rd) 10 km, sur les sept communes de Brunehamel, Coingt, Iviers, Cuiry-lès-Iviers, Saint-Clément, Dagny-Lambercy[notes 5].
- le ruisseau des Eburgniers ou ruisseau des Éburgniers (rd) 2 km, sur les deux communes de Bancigny, Dagny-Lambercy, et Nampcelles-la-Cour[notes 6].
- la Fausse Rivière (rg) 1,5 km affluent et défluent gauche sur la seule commune de Nampcelles-la-Cour[notes 7].
- Le Huteau ou ruisseau des Crenois ou ruisseau des Crénois ou ruisseau du Fond Maupetit (rd) 14 km[7], sur dix communes avec quatre affluents.
- le ruisseau du Ponceau (rg) 5,9 km, sur les quatre commune de Braye-en-Thiérache, Burelles, Hary, Gronard[notes 8]
- un bras (H01290001) (rd) 0,4 km soit un défluent et affluent droit sur les deux communes de Houry et Prisces.

## Tourisme

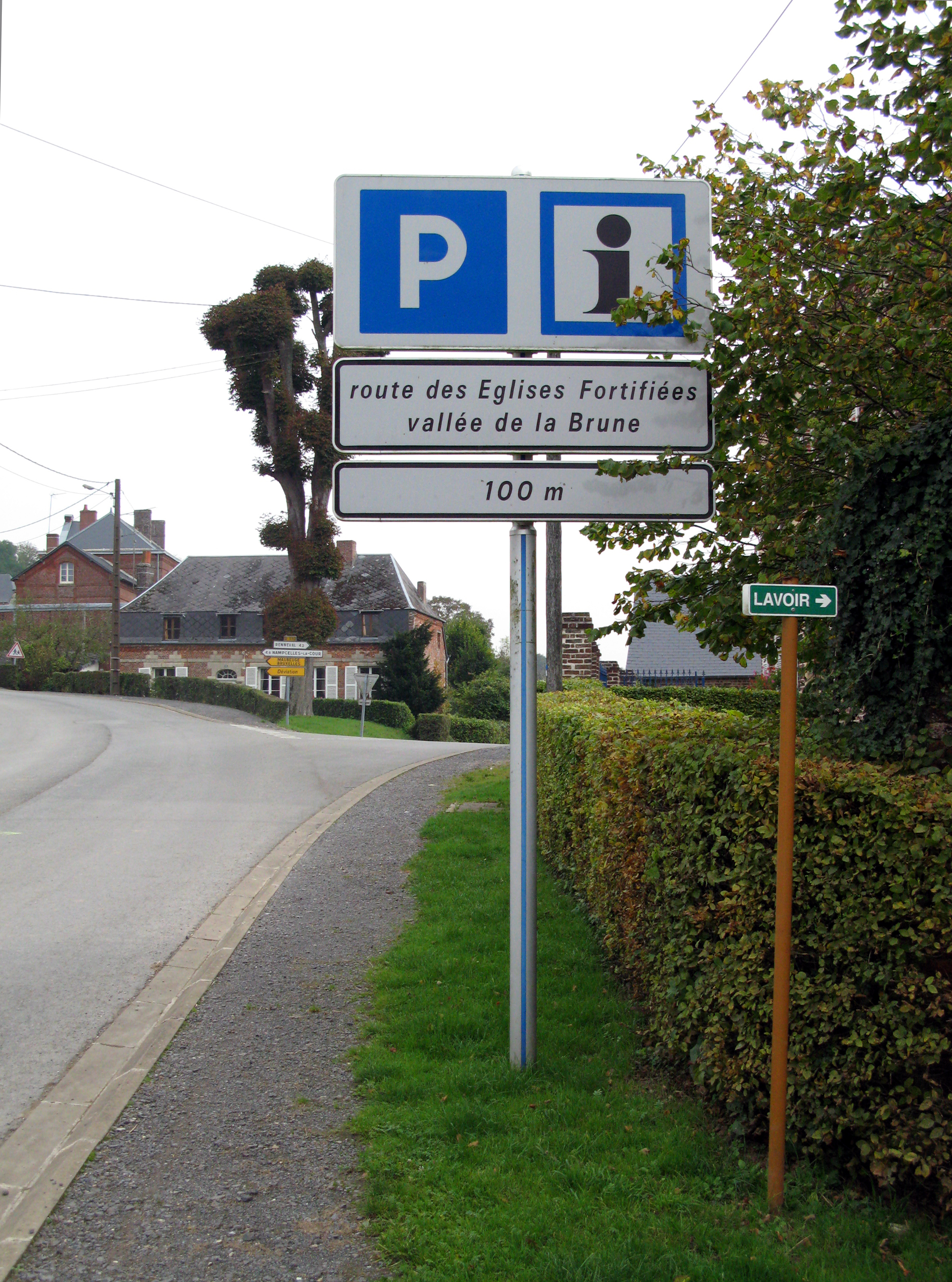
À Vigneux-Hocquet, un panneau (à droite de la route longeant puis contournant l'église) signale la route touristique de la Vallée de la Brune.

### Rang de Strahler
Son rang de Strahler est de trois.